# McKeesport
McKeesport ist eine Stadt in Allegheny County, Pennsylvania (USA) mit 17.727 Einwohner (Stand:2020); Pittsburgh ist die größte (und nächstgrößere) Stadt des gleichen Bezirks.
Die Stadt wurde 1795 nach ihrem Gründer, John McKee, benannt; einem Geschäftsmann, der im späteren Stadtgebiet lebte. 1940 lebten 55.355 Menschen in McKeesport – die Abnahme wurde durch die Abwanderung der Stahlindustrie verursacht. Es bestanden früher auch große Vorkommen bitumenhaltiger Kohle.
Die Stadt ist bekannt für den Satellitencampus der Penn State University. Weniger rühmlich war der Entführungsfall der Tanya Kach, welche zehn Jahre lang gefangengehalten wurde.

## Geschichte
John McKee, ein Siedler von Philadelphia und Sohn von David McKee, erstellte eine Blockhütte in der Nähe des Zusammenflusses der beiden Flüsse Monongahela und Youghiogheny – der Ort der heutigen Stadt McKeesport. Nachdem John das Fährengeschäft seines Vaters übernommen hatte, begann er eine Stadt namens McKee's Port zu planen. John McKee veröffentlichte sein Vorhaben in der Pittsburgh Gazette und warb für Bewohner seiner Stadt – interessierte Leute konnten für 20 Dollar ein Stück Land erwerben. Eine Lotterie wurde eingerichtet, um auch jene Bewerber zu befriedigen, welche sonst Land an einer ungeeigneten, minderwertigen Stelle erhalten müssten.

## Verkehr
McKeesport wird durch die in Nord-Süd-Richtung verlaufenden Staatsstraßen Pennsylvania Route 148 und Pennsylvania Route 48 sowie die im Ortsbereich in Ost-West-Richtung angelegte Pennsylvania Route 837 erschlossen.
Entlang des Monongahela und Youghiogheny verlaufen mehrere im Güterverkehr genutzte Bahnstrecken der CSX Transportation, die ursprünglich durch die Baltimore and Ohio Railroad sowie die Pittsburgh and Lake Erie Railroad und deren Vorgänger errichtet wurden. Schienenpersonenverkehr existiert nicht mehr, seit 1989 die PATrain-Verbindung und 1990 der Zwischenhalt der Amtrak-Fernzugverbindung Capitol Limited aufgegeben wurden.

## Söhne und Töchter der Stadt
- Marc Connelly (1890–1980), Journalist, Dramatiker und Schriftsteller
- Karl Brown (1896–1990), Kameramann, Drehbuchautor, Schauspieler und Regisseur
- Aline MacMahon (1899–1991), Theater- und Filmschauspielerin
- Frank Buchanan (1902–1951), Politiker
- Lawrence Michael De Falco (1915–1979), katholischer Bischof von Amarillo
- William C. Schultz (1926–2006), Präsident und CEO der Fender Musical Instruments Corporation Inc.
- Byron Janis (1928–2024), Pianist, Komponist und Musikwissenschaftler
- Duane Michals (* 1932), Fotograf
- Bette Ford (* 1937), Schauspielerin und Stierkämpferin
- Charles H. Moore (* 1938), Informatiker, Erfinder der Programmiersprache Forth
- Rudy Ricci (1940–2012), Schauspieler
- Joan Logue (* 1942), Pionierin der Videokunst
- John E. McLaughlin (* 1942), Geheimdienstler, Direktor der CIA
- Joseph Farcus (* 1944), Architekt
- Jeff Kline (* 1944), Autorennfahrer
- Paul Joseph Bradley (* 1945), römisch-katholischer Bischof von Kalamazoo
- Keith Lynn Ackerman (* 1946), anglikanischer Bischof
- Robert J. Bodnar (* 1949), Geochemiker
- Cheryl McCall (1950–2005), Autorin, Filmproduzentin und Drehbuchautorin
- Mary Ruefle (* 1952), Schriftstellerin
- Michael Branik (* 1953), deutscher Hörfunk-Redakteur und -Moderator
- Tamara Tunie (* 1959), Schauspielerin
- Bill Shuster (* 1961), Politiker
- Sam Sneed (* 1968), Hip-Hop-Produzent und Rapper
- Amy Argyle (* 1979), Schauspielerin
- Swin Cash (* 1979), Basketballspielerin